# Custer County, Oklahoma
Custer County är ett administrativt område i delstaten Oklahoma, USA, med 27 469 invånare. Den administrativa huvudorten (county seat) är Arapaho.

## Geografi
Enligt United States Census Bureau har countyt en total area på 2 595 km². 2 555 km² av den arean är land och 40 km² är vatten.

### Angränsande countyn
- Dewey County - nord
- Blaine County - öst
- Caddo County - sydost
- Washita County - syd
- Beckham County - sydväst
- Roger Mills County - väst